# Раннинбек
Раннинбек, задний бегущий или просто бегущий (англ. Running back) (RB) — амплуа игрока нападения в американском и канадском футболе. Игроки этой позиции на поле располагаются позади линейных нападения. Их основная задача — это набор ярдов в выносном нападении после получения вкладки от квотербека. Также раннинбеки могут задействоваться как цель для передачи от квотербека и блокировать защитников соперника. Число бегущих, одновременно находящихся на поле, зависит от схемы конкретного розыгрыша.
В Национальной футбольной лиге игроки этой позиции могут носить номера от 20 до 49.

## Общий обзор

Пример расстановки игроков нападения. Раннинбек (RB) располагается за спиной фуллбека (FB).

Позиция раннинбека является требовательной к навыкам игрока. Вместе с продвижением мяча по полю в выносном нападении, задачей бегущего является и его сохранение. Он не должен допускать потерь мяча (фамблов, англ. Fumble). Способность сохранять контроль над мячом в первую очередь зависит от концентрации игрока, умении понять как именно хочет сыграть против него защитник и как этому противостоять. При столкновении с защитником соперника раннинбек закрывает мяч рукой и предплечьем, некоторые предпочитают прикрывать его обеими руками. Если бегущему противостоит защитник небольших габаритов, то он может попытаться оттолкнуть его вытянутой рукой, упираясь в плечо или шлем оппонента. Этот приём называется «стифф-арм» (англ. Stiff arm).
На позиции раннинбека могут действовать игроки различной комплекции. Спортсмены небольших габаритов могут обыгрывать соперника за счёт своей подвижности. Более крупные бегущие продавливают оппонента своей физической силой. Общим для всех является атлетизм и психологическая готовность к контакту. Игрок этой позиции по ходу матча чаще всего участвует в жёстких столкновениях с противником. К техническим навыкам, необходимым на этой позиции, относят умения занимать правильную стойку перед началом движения и правильно принимать мяч, вложенный ему в руки квотербеком. Полезны также высокая скорость, видение поля и умение играть в роли блокирующего для партнёра. Позиция требовательна к интеллекту спортсмена, которому нужно наизусть знать схемы каждого розыгрыша, уметь определять построение и намерения защиты, при необходимости играть в качестве принимающего.

### Варианты позиции

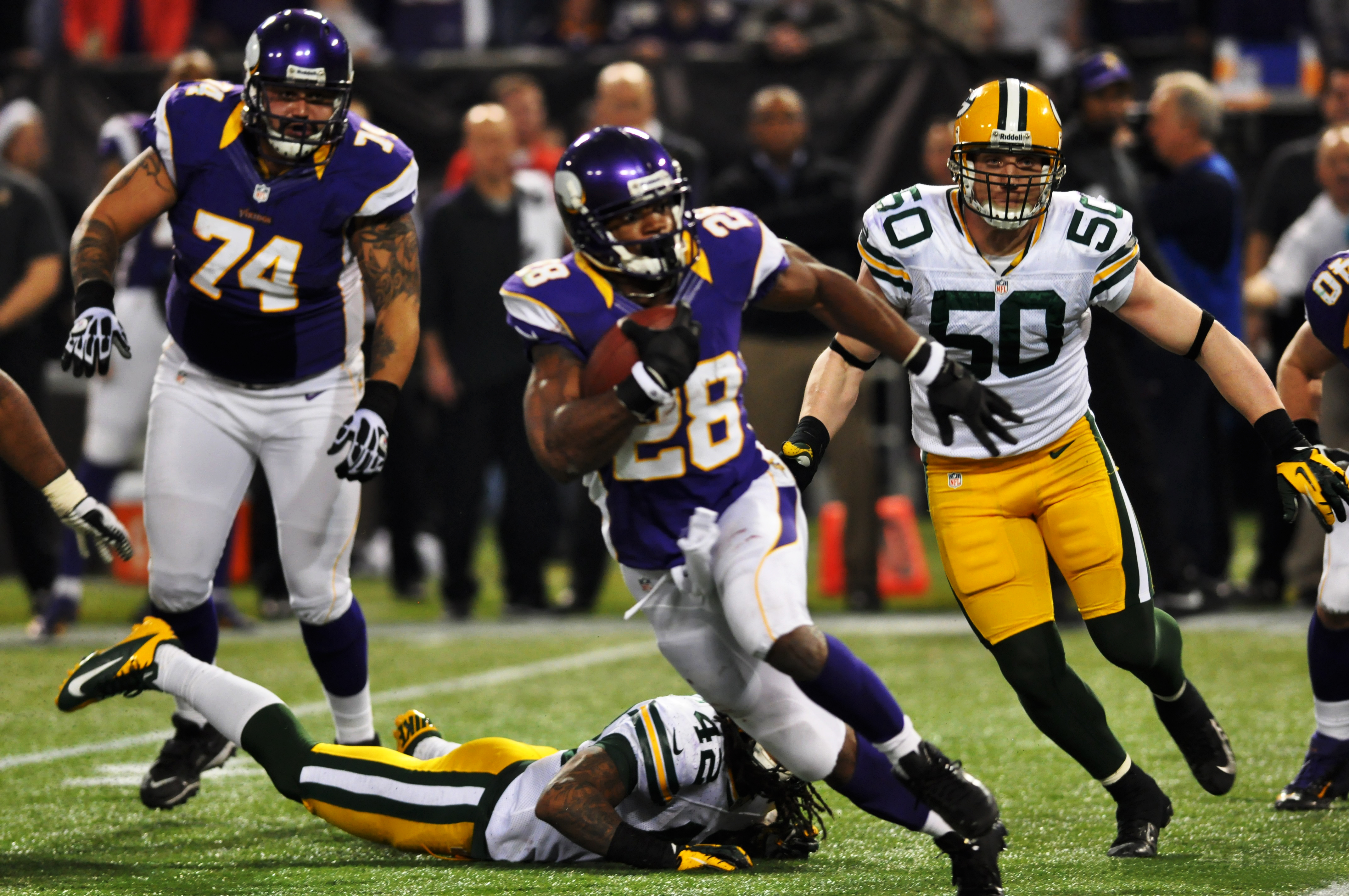
С мячом раннинбек «Миннесоты Вайкингс» Эдриан Питерсон, 2012 год.

Чаще всего выносом мяча занимается раннинбек, которого также могут называть хавбеком (англ. Halfback, HB) или тейлбеком (англ. Tailback). Он располагается дальше всего от линии нападения. 
Перед раннинбеком может находиться фуллбек (англ. Fullback) (FB), который отличается большими габаритами и физической силой. Его основная задача заключается в блокировании защитников на пути второго бегущего. В настоящее время, из-за растущей популярности пасового нападения, амплуа фуллбека менее востребовано и в большинстве построений задействуется только один раннинбек.